# Melville Stone
Melville Stone (1848-1929), journaliste et patron de presse américain, fut le fondateur du premier grand quotidien populaire de Chicago et l'un des premiers dirigeants de l'agence de presse Associated Press.

## Biographie
Né le 22 août 1848 à Hudson dans l'Illinois, fils du pasteur méthodiste Elijah Stone et de Sophia Creighton, il est porteur de journaux puis reporter alors qu'il n'est encore que lycéen, ce qui lui permet de couvrir en 1868 la convention du Parti démocrate américain pour le Chicago Republican. Il s'installe ensuite comme fondeur mais son atelier est détruit dans un incendie. Sans le sou, il travaille pour six journaux différents entre 1875 et 1876.
Melville Stone est le fondateur en 1876, à l'âge de 28 ans, d'un quotidien de l'après-midi, le Chicago Daily News, le premier de la ville à se vendre au prix de seulement un penny, basé au 123 Fifth Avenue, aujourd'hui "Wells Street", dans des locaux partagées avec un journal norvégien. Il accuse de pratiques monopolistiques les compagnies du gaz et multiplie les articles sur des sujets pratiques, pour toucher un large public.
Le concurrent, le Post and Mail, édité dans la même ville par les frères MacMullen le plagie alors régulièrement. Pour le prouver, il publie un article factice sur une famine en Serbie, incluant une citation inventée du maire de Belgrade, que reprend le journal concurrent.
Melville Stone revend ensuite le Chicago Daily News à son directeur général Victor Fremont Lawson. Puis, en 1881 il crée le Chicago Morning News qui sera rebaptisé Chicago Record et rejoint la Western Associated Press (WAP)
, avant de prendre la tête en 1893 d'une Associated Press réorganisée, dont le siège est déplacé de New York à Chicago, qui fédère les autres agences de presse créées sous forme associative. 
Directeur général d’AP de 1893 à 1921, il met l’accent sur les standards de fiabilité, d’impartialité, et d’intégrité pour lesquels AP est toujours réputé. Il rend visite aux hommes d'État européens, et annonce ensuite qu'il a obtenu des facilités de transmission entre l'Europe et l'Amérique du Nord. En 1919, l'Associated Press commence à fournir ses informations aux médias étrangers à la suite de la décision de rompre ses accords avec un cartel européen qui réclamait un droit d'exclusivité sur la distribution d'informations en Amérique latine et ailleurs.
Il a pris sa retraite en 1921.